# Luis Vélez de Guevara
Luis Vélez de Guevara (* 1. August 1579 in Ecija, Provinz Sevilla; † 10. November 1644 in Madrid) war ein spanischer Dramatiker und Romancier in der Renaissance.

## Leben
Vélez studierte an der Universität Osuna, diente als Page beim Erzbischof von Sevilla und kämpfte in Italien (1600–1605). Vélez wurde wegen seines Humors bekannt und genoss die Unterstützung mehrerer adeliger Gönner, bis er einen Posten am Hof des spanischen Königs Philipp IV. bekam. Der ewig verschuldete Vélez heiratete vier Mal. Mit seinen 400 Dramen, von denen 80 erhalten blieben, sicherte sich Vélez einen Platz unter den größten Dramatikern in Spaniens „Goldenem Zeitalter“. Vélez ließ sich oft von Lope de Vega inspirieren, doch hatte er auch seine eigenen literarischen Qualitäten. 

## Werke (Auszüge)
- „Reinar después de morir“ behandelt die sagenhafte Liebe und den Tod von Inês de Castro.
- „La serrana de la Vera“ handelt von einer Banditin, die sich an ihrem Verführer rächt.
- Sein Schelmenroman „El diablo cojuelo“ (1641) diente 1707 dem Franzosen Alain-René Lesage als Vorbild „Le Diable boiteux“.